# Billy Vaughn
Billy Vaughn [vɔ:n] (* 12. April 1919 in Glasgow, Kentucky als Richard Smith Vaughn; † 26. September 1991 in Escondido, Kalifornien) war ein US-amerikanischer Musiker, Multiinstrumentalist (Klavier, Altsaxophon, Gitarre) und Orchesterleiter.

## Leben
1952 schloss sich Vaughn an der Universität von Bowling Green, Kentucky, als Pianist und Sänger dem Gesangstrio The Hilltoppers an. Ihre erste, selbstgeschriebene Single, Trying, war sofort ein Charthit und über Jahre konnten sie einen Top-20-Hit an den anderen reihen. Ihr größter Erfolg war der Millionenseller P.S. I Love You, ein Remake eines 1930er-Jahre-Hits.
1954 wechselte Vaughn als musikalischer Direktor zu ihrem Musikverlag Dot Records. Mit einem eigenen Orchester begleitete er die Fontane Sisters bei ihrem Nummer-eins-Hit Hearts of Stone. Noch im selben Jahr landete er mit seiner Orchesterversion der Melody of Love einen eigenen Millionenseller und erreichte Platz 2 in den USA. Auch in den folgenden Jahren war er sowohl selbst als auch als Begleiter anderer Stars überaus erfolgreich. 1957 hatte er alleine mit Pat Boone vier Millionenseller, davon drei Nummer-eins-Hits. Vaughn verstand es nicht nur meisterhaft, alte Klassiker mit eigenem Stil wieder aufzubereiten, sondern er setzte vor allem die R & B-Musik und den Rock ’n’ Roll der schwarzen Musiker auf eine eigene Art um und arrangierte sie so, dass sie in dieser Form anders als die Originale auch unter der weißen Bevölkerung ein großes Publikum fanden.
Im Jahr 1958 hatte er seinen größten und bekanntesten Hit mit seiner Orchesterversion von Sail Along Silv’ry Moon. Der US-Millionenseller war der Beginn seines internationalen Durchbruchs vor allem in Deutschland und Japan. In diesem Jahr hatte er mit diesem Lied und mit La Paloma zwei Nummer-eins-Hits in Folge und mit Blue Hawaii, Morgen und Wheels hatte er weitere Superhits in Deutschland, die allesamt mit Gold ausgezeichnet wurden. Mit seinen vier Auszeichnungen wurde er nur noch von Freddy Quinn übertroffen. Darüber hinaus veröffentlichte Dot Records eine Zusammenstellung von Tangos, Rumbas und Easy-Listening-Musik mit dem Billy Vaughn Orchestra und dem John Serry Orchestra in Japan. („Ballroom in Dreamland“, DOT 5006)
Bis in die frühen 1960er war er immer wieder in den Charts vertreten, dann wurde er, wie alle Orchestermusik, zunehmend von der Beat-Welle verdrängt und so zog er sich allmählich aus dem Musikgeschäft zurück. Trotzdem bleibt er einer der erfolgreichsten Orchesterchefs überhaupt. Von 1958 bis 1970 war er mit 36 Alben in den US-Albumcharts vertreten.
Billy Vaughn starb im September 1991 im Alter von 72 Jahren an Krebs. Sein Grab (Abschnitt 11, Parzelle 437, Grab 3) befindet sich auf dem Oak Hill Memorial Park in Escondido, San Diego County. Seine 2009 verstorbene Frau Marion wurde zu ihm gebettet.

## Diskografie

### Alben
| Jahr | Titel                                  | Höchstplatzierung, Gesamtwochen/‑monate, AuszeichnungChartplatzierungen (Jahr, Titel, Platzierungen, Wochen/Monate, Auszeichnungen, Anmerkungen) | Höchstplatzierung, Gesamtwochen/‑monate, AuszeichnungChartplatzierungen (Jahr, Titel, Platzierungen, Wochen/Monate, Auszeichnungen, Anmerkungen) | Höchstplatzierung, Gesamtwochen/‑monate, AuszeichnungChartplatzierungen (Jahr, Titel, Platzierungen, Wochen/Monate, Auszeichnungen, Anmerkungen) | Anmerkungen |
| Jahr | Titel                                  | DE | AT | US | Anmerkungen |
| ---- | -------------------------------------- | --- | --- | --- | ----------- |
| 1958 | Sail Along, Silv’ry Moon               | — | — | US5 Gold · (68 Wo.)US |             |
| 1958 | Billy Vaughn Plays the Million Sellers | — | — | US15 (47 Wo.)US |             |
| 1959 | Billy Vaughn Plays                     | — | — | US20 (3 Wo.)US |             |
| 1959 | Blue Hawaii                            | — | — | US7 Gold · (108 Wo.)US |             |
| 1960 | Golden Saxophones                      | — | — | US36 (1 Wo.)US |             |
| 1960 | Theme from ‘A Summer Place’            | — | — | US1 Gold · (62 Wo.)US |             |
| 1960 | Look for a Star                        | — | — | US5 (33 Wo.)US |             |
| 1960 | Theme from ‘The Sundowners’            | — | — | US5 (23 Wo.)US |             |
| 1961 | Orange Blossom Special and Wheels      | — | — | US11 (43 Wo.)US |             |
| 1961 | Golden Waltzes                         | — | — | US17 (25 Wo.)US |             |
| 1961 | Berlin Melody                          | — | — | US20 (18 Wo.)US |             |
| 1962 | Greatest String Band Hits              | — | — | US18 (12 Wo.)US |             |
| 1962 | Chapel by the Sea                      | — | — | US14 (16 Wo.)US |             |
| 1962 | A Swingin’ Safari                      | — | — | US10 (27 Wo.)US |             |
| 1963 | 1962’s Greatest Hits                   | — | — | US17 (32 Wo.)US |             |
| 1963 | Sukiyaki and 11 Hawaiian Hits          | — | — | US15 (16 Wo.)US |             |
| 1963 | Number 1 Hits, Vol. #1                 | — | — | US94 (8 Wo.)US |             |
| 1964 | Blue Velvet & 1963’s Great Hits        | — | — | US51 (17 Wo.)US |             |
| 1964 | Forever                                | — | — | US144 (4 Wo.)US |             |
| 1964 | Another Hit Album!                     | — | — | US141 (3 Wo.)US |             |
| 1965 | Pearly Shells                          | — | — | US18 (29 Wo.)US |             |
| 1965 | Mexican Pearls                         | — | — | US45 (15 Wo.)US |             |
| 1966 | Michelle                               | — | — | US56 (14 Wo.)US |             |
| 1966 | Alfie                                  | — | — | US44 (35 Wo.)US |             |
| 1969 | The Windmills of Your Mind             | — | — | US95 (16 Wo.)US |             |
| 1978 | Moonlight Melodies                     | DE1 (15 Wo.)DE | AT4 (3 Mt.)AT | — |             |
| 1979 | Magic Moment                           | DE21 (9 Wo.)DE | — | — |             |
| 1981 | Italian Memories                       | DE11 (8 Wo.)DE | — | — |             |

grau schraffiert: keine Chartdaten aus diesem Jahr verfügbar
Weitere Alben
- 1969: Golden Instrumentals (US: Gold)

### Singles
| Jahr | Titel Album                                              | Höchstplatzierung, Gesamtwochen/‑monate, AuszeichnungChartplatzierungen (Jahr, Titel, Album, Platzierungen, Wochen/Monate, Auszeichnungen, Anmerkungen) | Höchstplatzierung, Gesamtwochen/‑monate, AuszeichnungChartplatzierungen (Jahr, Titel, Album, Platzierungen, Wochen/Monate, Auszeichnungen, Anmerkungen) | Höchstplatzierung, Gesamtwochen/‑monate, AuszeichnungChartplatzierungen (Jahr, Titel, Album, Platzierungen, Wochen/Monate, Auszeichnungen, Anmerkungen) | Anmerkungen |
| Jahr | Titel Album                                              | DE | UK | US | Anmerkungen |
| ---- | -------------------------------------------------------- | --- | --- | --- | --- |
| 1954 | Melody of Love –                                         | — | — | US2 (27 Wo.)US | Original: 1903 |
| 1955 | The Shifting Whispering Sands (Parts 1 & 2) –            | — | UK20 (1 Wo.)UK | US5 (21 Wo.)US | mit Ken Nordine (Erzähler) |
| 1956 | A Theme from the Three Penny Opera („Moritat“) –         | — | UK12 (7 Wo.)UK | US37 (13 Wo.)US | Original: 1928; auch bekannt als „Die Moritat von Mackie Messer“                                                                |
| 1956 | Little Boy Blue –                                        | — | — | US76 (1 Wo.)US | mit Ken Nordine (rezitiert das gleichnamige Gedicht von Eugene Field aus dem Jahr 1891)                                         |
| 1956 | When the White Lilacs Bloom Again –                      | — | — | US22 (10 Wo.)US | Original: 1928 |
| 1956 | Petticoats of Portugal –                                 | — | — | US83 (3 Wo.)US | Original: 1956 |
| 1957 | The Ship That Never Sailed –                             | — | — | US95 (1 Wo.)US | mit Ken Nordine (Erzähler) |
| 1957 | Raunchy Sail Along, Silv’ry Moon                         | DE12 (3 Mt.)DE | — | US33 (21 Wo.)US | Original: 1957 (Bill Justis) |
| 1957 | Sail Along, Silv’ry Moon                                 | DE1 Gold · (8 Mt.)DE | — | US5 (26 Wo.)US | Original: 1937 (Bing Crosby) |
| 1958 | Tumbling Tumbleweeds Sail Along, Silv’ry Moon            | — | — | US35 (11 Wo.)US | Original: 1934 (Sons of the Pioneers)                                                                                           |
| 1958 | Trying –                                                 | — | — | US77 (4 Wo.)US | Original: 1952 (The Hilltoppers, mit Billy Vaughn)                                                                              |
| 1958 | Singing Hills –                                          | — | — | US56 (5 Wo.)US | Original: 1940 (Bing Crosby) |
| 1958 | La Paloma –                                              | DE1 Gold · (8 Mt.)DE | — | US26 (10 Wo.)US | Original: 1864, Spanien |
| 1958 | Cimarron (Roll On) Billy Vaughn Plays                    | DE13 (5 Mt.)DE | — | US44 (10 Wo.)US | Original: 1942 (Filmmusik) |
| 1958 | Blue Hawaii                                              | DE5 Gold · (6 Mt.)DE | — | US37 (10 Wo.)US | Original: 1937 (Bing Crosby) |
| 1959 | Hawaiian War Chant Blue Hawaii                           | — | — | US89 (1 Wo.)US | Original: 1936, Hawaii |
| 1959 | Your Cheatin’ Heart –                                    | — | — | US82 (5 Wo.)US | Original: 1953 (Hank Williams)                                                                                                  |
| 1959 | Aloha-Oe Blue Hawaii                                     | DE8 (6 Mt.)DE | — | — | Original: 1877, Hawaii |
| 1959 | Morgen –                                                 | DE2 Gold · (7 Mt.)DE | — | — | Original: 1959 (Ivo Robić) |
| 1959 | Unter dem Doppeladler –                                  | DE17 (5 Mt.)DE | — | — | Original: 1902 (Komponist Josef Wagner)                                                                                         |
| 1960 | Look for a Star (Trau Deinem Stern) Look for a Star      | DE35 (2 Mt.)DE | — | US19 (12 Wo.)US | Film: Der rote Schatten (Circus of Horrors)                                                                                     |
| 1960 | Moonlight and Roses Billy Vaughn Plays                   | DE28 (5 Mt.)DE | — | — | Original: 1925 |
| 1960 | The Sundowners Theme from ’The Sundowners’               | — | — | US51 (10 Wo.)US | Film: Der endlose Horizont (The Sundowners)                                                                                     |
| 1961 | Blueberry Hill Billy Vaughn Plays                        | DE25 (2 Mt.)DE | — | — | Original: 1940 (Sammy Kaye u. a.)                                                                                               |
| 1961 | Wheels Orange Blossom Special and Wheels                 | DE1 Gold · (6 Mt.)DE | — | US28 (8 Wo.)US | A-Seite zu Orange Blossom Special                                                                                               |
| 1961 | Orange Blossom Special Orange Blossom Special and Wheels | — | — | US63 (6 Wo.)US | Original: 1938; B-Seite von Wheels                                                                                              |
| 1961 | Blue Tomorrow Berlin Melody                              | DE30 (1 Mt.)DE | — | US84 (5 Wo.)US | |
| 1961 | Berlin Melody                                            | DE16 (3 Mt.)DE | — | US61 (7 Wo.)US | A-Seite zu Come September |
| 1961 | Come September Berlin Melody                             | — | — | US73 (6 Wo.)US | Film: Happy End im September (Come September); B-Seite von Berlin Melody                                                        |
| 1961 | Zwei Gitarren am Meer –                                  | DE14 (4 Mt.)DE | — | — | Original: 1962 (Die Missouris)                                                                                                  |
| 1962 | Lili Marleen –                                           | DE9 (5 Mt.)DE | — | — | Original: 1937 (Lale Andersen)                                                                                                  |
| 1962 | Chapel by the Sea                                        | — | — | US69 (9 Wo.)US | |
| 1962 | Together Berlin Melody                                   | DE47 (1 Mt.)DE | — | — | |
| 1962 | A Swingin’ Safari                                        | DE24 (4 Mt.)DE | — | US13 (12 Wo.)US | Original: 1962 (Bert Kaempfert); Musik der US-Quizshow Match Game                                                               |
| 1962 | Someone –                                                | DE50 (1 Mt.)DE | — | — | |
| 1963 | Happy Cowboy –                                           | DE34 (1 Mt.)DE | — | — | Original von 1963: Instrumentalversion von The Blizzards (Pseudonym von Wolfgang Roloff und Werner Last), gesungen von Ria Valk |
| 1965 | Mexican Pearls                                           | — | — | US94 (2 Wo.)US | |
| 1966 | Michelle                                                 | — | — | US77 (6 Wo.)US | Original: 1965 (Beatles) |